# Manuel M. Prieto
Manuel M. Prieto Parra (n. Camargo, Chihuahua, 1888 - México, D. F., 1 de marzo de 1950). Fue un político mexicano, participante en la Revolución Mexicana, fue diputado al Congreso Constituyente de 1917.

## Biografía
Manuel M. Prieto realizó sus estudios básicos en los Estados Unidos, fue uno de los primeros partidarios de Francisco I. Madero en Chihuahua y participó en su campaña electoral, una vez triunfante la revolución y establecido el gobierno maderista fue titular de la administración de aduanas de Ciudad Juárez y de Agua Prieta, Sonora; se enfrentó al gobierno de Victoriano Huerta y tras su derrota fue Presidente Municipal de Ciudad Juárez y nuevamente titular de su aduana, en 1916 fue elegido como el único diputado constituyente por el estado de Chihuahua, en gran medida por el hecho que gran parte del territorio de Chihuahua permanecía bajo control de las tropas villistas rebeldes a Carranza y en consecuencia no era posible la celebración de elecciones.
Tras el Congreso Constituyente fue elegido nuevamente diputado federal a la XXVII Legislatura de 1917 a 1918 y en 1919 fue nombrado administrador principal del Timbre en Monterrey, Nuevo León; en los siguientes años desempeñó la administración de las aduanas de Progreso, Yucatán, Tampico, Tamaulipas y Piedras Negras, Coahuila; de 1924 a 1928 fue Senador por el estado de Chihuahua y en 1930 intentó ser candidato del Partido Nacional Revolucionario a la gobernatura de Chihuahua, no obtuvo la candidatura que correspondió a Andrés Ortiz Arriola e inicialmente se llegó al acuerdo de que el contendería nuevamente por la senaduría, sin embargo se lanzó como candidato independiente y no obtuvo la victoria. Tras la derrota, volvió a la administración de la aduana de Mérida, Yucatán y finalmente se retiró de la política y falleció en la Ciudad de México el 1 de marzo de 1950.